# Terry Eagleton
Terry Eagleton (Salford, Anglaterra, 22 de febrer de 1943) és un crític literari anglès, un dels de més renom de l'època contemporània. De família catòlica, va estudiar a Cambridge on va començar a ensenyar. Actualment treballa a la Universitat de Lancaster com a professor de teoria de la literatura i filologia.
Defensor del marxisme literari, de la psicoanàlisi, els estudis culturals i altres mètodes basats en la desconstrucció del text des del punt de vista ideològic, la seva obra se centra en el canvi de percepció sobre el text des del segle xix fins avui dia, en comparació amb la crítica anterior. Així, afirma que la literatura parteix d'un ús especial del llenguatge (la funció poètica de Roman Jakobson) però que vehicula un pensament personal que modifica també la manera de pensar del receptor i que no es pot analitzar una obra sense aquest diàleg i context. L'obra d'Eagleton destaca també pel seu atac al postmodernisme, que ha descrit com "una broma malaltissa". Segons ell, el cinisme i la ironia del pensament postmodern no revelen la veritat. La seva manca de valors absoluts i la idea relativista que totes les idees tenen el mateix valor és una abdicació moral. Més que això, és reaccionari, perquè mentre pretén abraçar una neutralitat nihilista, avala un statu quo capitalista que oprimeix els pobres.
És conegut per la seva defensa de les humanitats, que veu en declivi, en la línia d'altres acadèmics com Martha Nussbaum o Jordi Llovet. Ha publicat també crítiques sobre els clàssics de la literatura anglesa. Una polèmica que va popularitzar l'obra d'Eagleton va tenir lloc amb Richard Dawkins sobre la teologia, on atacava el poc rigor de Dawkins i defensava les aportacions de la teologia i l'esperit crític religiós, malgrat que Eagleton ja no és creient.

## Algunes obres destacades
- Shakespeare and Society (1967)
- Criticism and Ideology (1976)
- Literary Theory (1983)
- The Illusions of Postmodernism (1996)
- The Meaning of Life (2007)
- Why Marx was Right? (2011)
- Guió de la pel·lícula Wittgenstein
- Culture (2016)